# کانزو شیپ
کانزو شیپ (به انگلیسی: Quanzhou ship) یک کشتی بود که طول آن ۳۴٫۶ متر (۱۱۴ فوت) بود.